# Machines at War 3
Machines at War 3 est un jeu vidéo de stratégie en temps réel développé par Isotope 244 et publié en septembre 2012 pour Windows et le 10 novembre 2012 pour Mac OS X. Il est le successeur direct de Land Air Sea Warfare (en) et constitue le troisième volet de Machines at War.

## Gameplay
Le gameplay s'inspire de la série de jeux de stratégie en temps réel Command and Conquer. Alors que son prédécesseur direct Land Sea Warfare ajoutait des unités navales, Machines at War 3 ajoute des unités d'infanterie, des missions de campagne et le mode multijoueur en ligne tant attendu à la série Machines at War.